# Papúa Nueva Guinea en los Juegos Olímpicos de Atenas 2004
Papúa Nueva Guinea estuvo representada en los Juegos Olímpicos de Atenas 2004 por cuatro deportistas, dos hombres y dos mujeres, que compitieron en tres deportes.
La portadora de la bandera en la ceremonia de apertura fue la halterófila Dika Toua. El equipo olímpico papú no obtuvo ninguna medalla en estos Juegos.